# 费伦蒂诺
费伦蒂诺（義大利語：Ferentino），是意大利弗罗西诺内省的一个市镇。总面积80.48平方公里，人口21157人，人口密度262.9人/平方公里（2009年）。ISTAT代码为060033。